# Gonaincourt
Gonaincourt is een plaats in de Franse gemeente Bourmont-entre-Meuse-et-Mouzon in het departement Haute-Marne in de regio Grand Est en ligt tussen de plaatsjes Goncourt en Saint-Thiébault.
Het dorp heeft een kleine oude kerk waarvan het koor in 1925 beschermd werd als monument.

## Geschiedenis
Op 1 februari 1973 werd Gonaincourt opgenomen met de status van commune associée in de gemeente Goncourt. Toen op 1 juni 2016 Goncourt fuseerde met Nijon tot de commune nouvelle Bourmont-entre-Meuse-et-Mouzon verloor Gonaincourt deze status. Op 1 januari 2020 kreeg Gonaincourt de status van commune déléguée van Bourmont-entre-Meuse-et-Mouzon.
Bourmont · Gonaincourt · Goncourt · Nijon